# Cocconotus stigmatifrons
Cocconotus stigmatifrons is een rechtvleugelig insect uit de familie sabelsprinkhanen (Tettigoniidae). De wetenschappelijke naam van deze soort is voor het eerst geldig gepubliceerd in 1962 door Beier.